# Multimedieafspiller
En multimedieafspiller kan understøtte op til flere forskellige typer af multimedier via filer og mediestrømme, som f.eks billeder, video, audio osv. En af de mest udbredte er Windows Media-player fra virksomheden Microsoft.

## Eksempler på multimedieafspillere
- Amarok
- Mplayer
- QuickTime Player
- Snow Player
- VLC media player
- Winamp
- Windows Media Player
- Xine
- XMMS

| Software | Spire Denne artikel om software og programmering er en spire som bør udbygges. Du er velkommen til at hjælpe Wikipedia ved at udvide den. |